# Котузов
Котузов (укр. Котузів) — село в Золотниковской сельской общине Тернопольского района Тернопольской области Украины.
До 2020 года входило в Теребовлянский район.
Население по переписи 2001 года составляло 455 человек (сейчас больше). Занимает площадь 2,917 км². Почтовый индекс — 48141. Телефонный код — 3551.

## Известные уроженцы
- Навроцкий, Владимир Михайлович (1847—1882) — украинский экономист, статистик и публицист.